# Траян Марковски
Траян Марковски е български адвокат. Защитник по наказателни, търговски и банкови дела. Два мандата е бил председател на Висшия адвокатски съвет и председател на Софийската адвокатска колегия. Бил е координатор на българската защита по Процеса срещу българските медици в Либия.

## Биография
Траян Марковски е роден на 1 януари 1953 година в град Враца. През 1973 година завършва Юридическия факултет на СУ „Св. Климент Охридски“.